# Tulbeckstraße
Die Tulbeckstraße ist eine Straße in München und liegt westlich der Innenstadt im Stadtbezirk Schwanthalerhöhe. Sie führt von der Parkstraße im Osten zur Trappentreustraße im Westen. Sie wurde 1878 nach der Münchner Patrizierfamilie Tulbeck, aus der auch der Freisinger Fürstbischof Johann IV. Tulbeck (Amtszeit: 1453–1473) stammt, benannt.

## Lage
Die Tulbeckstraße befindet sich im Stadtbezirk Schwanthalerhöhe und hier im Bezirksteil Westend, einem klassischen Arbeiterviertel mit Genossenschaftsbauten aus der Zeit um 1900. Die Tulbeckstraße liegt zentral im Stadtbezirk und verläuft in Ost-West-Richtung auf einer Länge von gut 700 Metern. Die nördlichen Parallelstraßen sind die Schwanthalerstraße und die Westendstraße, die südliche die Gollierstraße mit dem Gollierplatz.

## Straßenverlauf
Die Tulbeckstraße zweigt im Osten von der Parkstraße ab und hat somit im Unterschied zur Gollierstraße keine Anbindung an die Theresienhöhe. Sie mündet im Westen auf der Höhe des Trappentreutunnels in die Trappentreustraße.
Die Tulbeckstraße ist geprägt von Mietshäusern, die von Osten nach Westen von 1 bis 57 und 2 bis 52 nummeriert sind. Dabei sind die ursprünglichen Mietshäuser mit den niedrigen Hausnummern im Osten älter (1882–1889) und überwiegend vom Stil der Neurenaissance geprägt (2a, 3, 5 bis 8, 11, 22), die hohen Hausnummern im Westen jünger (1901–1924) und überwiegend vom Stil der Deutschen Renaissance und des Jugendstils geprägt (33, 41 bis 52, 55, 57).

## Geschichte
1862 hatte sich die Fassfabrik Drexler auf dem Areal angesiedelt. Sie führte die Adresse Westendstraße 95. An ihrem südlichen Abschluss entlang bildete sich eine Straße, die seit 1878 den Namen Tulbeckstraße trägt und allmählich von Osten nach Westen bebaut wurde.

## Kartographie
Die Straße ist in der 14. Auflage von 1891 des Brockhaus Konversations-Lexikons vollständig und bereits über die Bergmannstraße hinaus bebaut eingezeichnet.

## Verkehrsanbindung
Es gibt keine direkte Anbindung der Tulbeckstraße an den öffentlichen Nahverkehr. Die nächsten U-Bahn-Stationen sind Schwanthalerhöhe und Heimeranplatz, letztere ist neben dem naheliegenden Bahnhof München Donnersbergerbrücke  an das S-Bahn-Netz angebunden. Die Bus-Linien 134/53/153 sind über die Haltestelle Schwanthalerhöhe, die Bus-Linien 63/53/153 über die Haltestelle Gollierplatz und die Tram-Linien 18/19 über die Haltestellen Trappentreustraße sowie Schrenkstraße erreichbar.

## Baudenkmäler
Zwischen 1880 und 1890 entstanden entlang von Tulbeckstraße viergeschossige Mietshäuser mittleren bis niedrigen Standards mit offenen Höfen und niedrigen Rückgebäuden, die meist von Gewerbebetrieben bezogen wurden. Dazu zählen unter anderem auch die fünf Häuser, die vom 1888 gegründeten Katholischen Arbeiterverein München-West in der Ganghofer-/Tulbeckstraße als Arbeiterheim errichtet wurden. 1911/12 wurden die Wohnanlagen beiderseits der Tulbeckstraße mit den Hausnummern 41 bis 51 erbaut, die von der Baugenossenschaft München-West in Auftrag gegeben worden waren. Seit Ende der 1970er Jahre war die Tulbeckstraße umfassend in die Stadtteilsanierung Westend integriert.
Insgesamt liegen 23 zwischen 1882 und 1924 errichtete Baudenkmäler (Nummer=D-1-62-000-7025 bis -7047) direkt an der Tulbeckstraße, überwiegend im Stil der Neurenaissance, der Deutschen Renaissance und des Jugendstils.

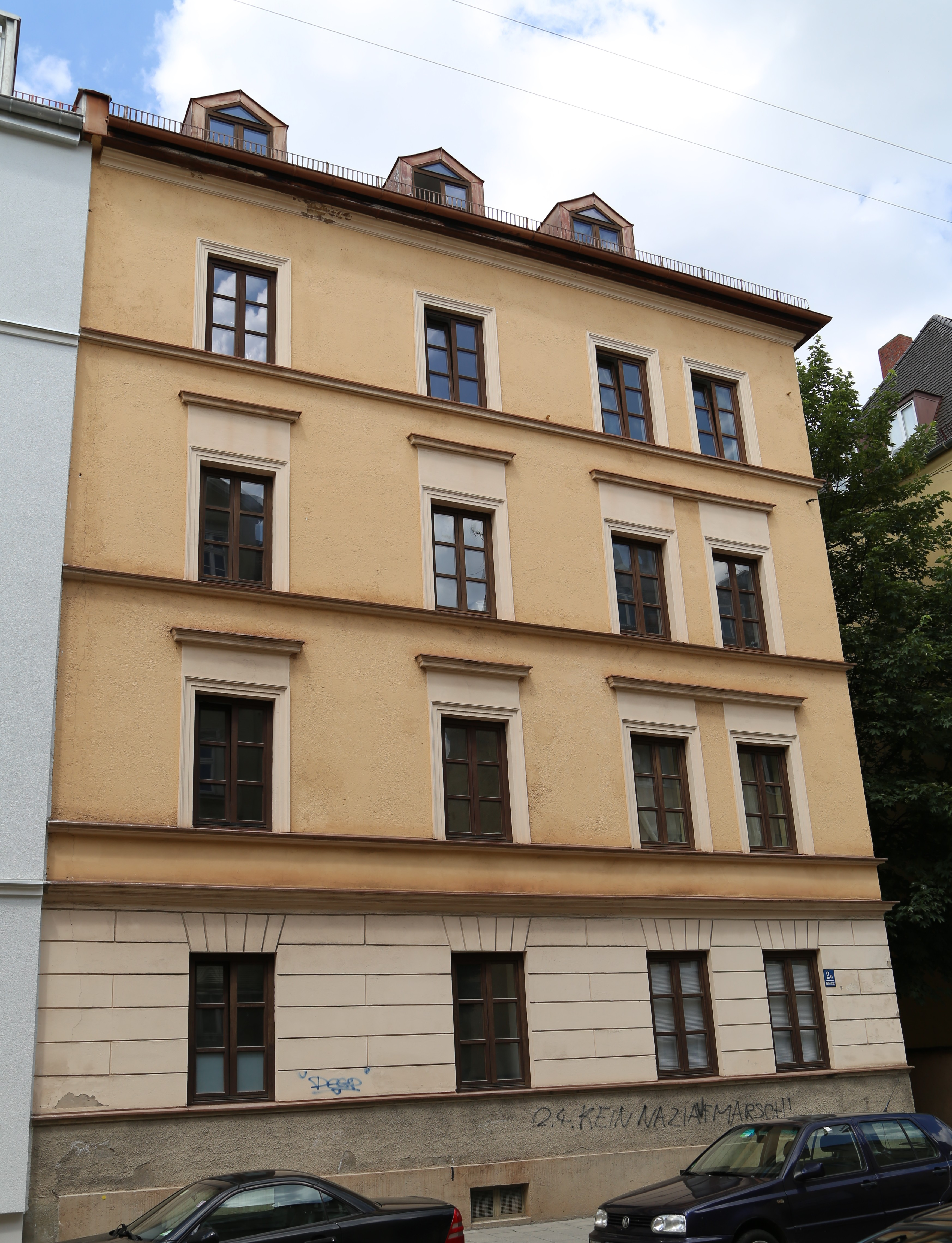
Tulbeckstraße 2a, Neurenaissance (1884)
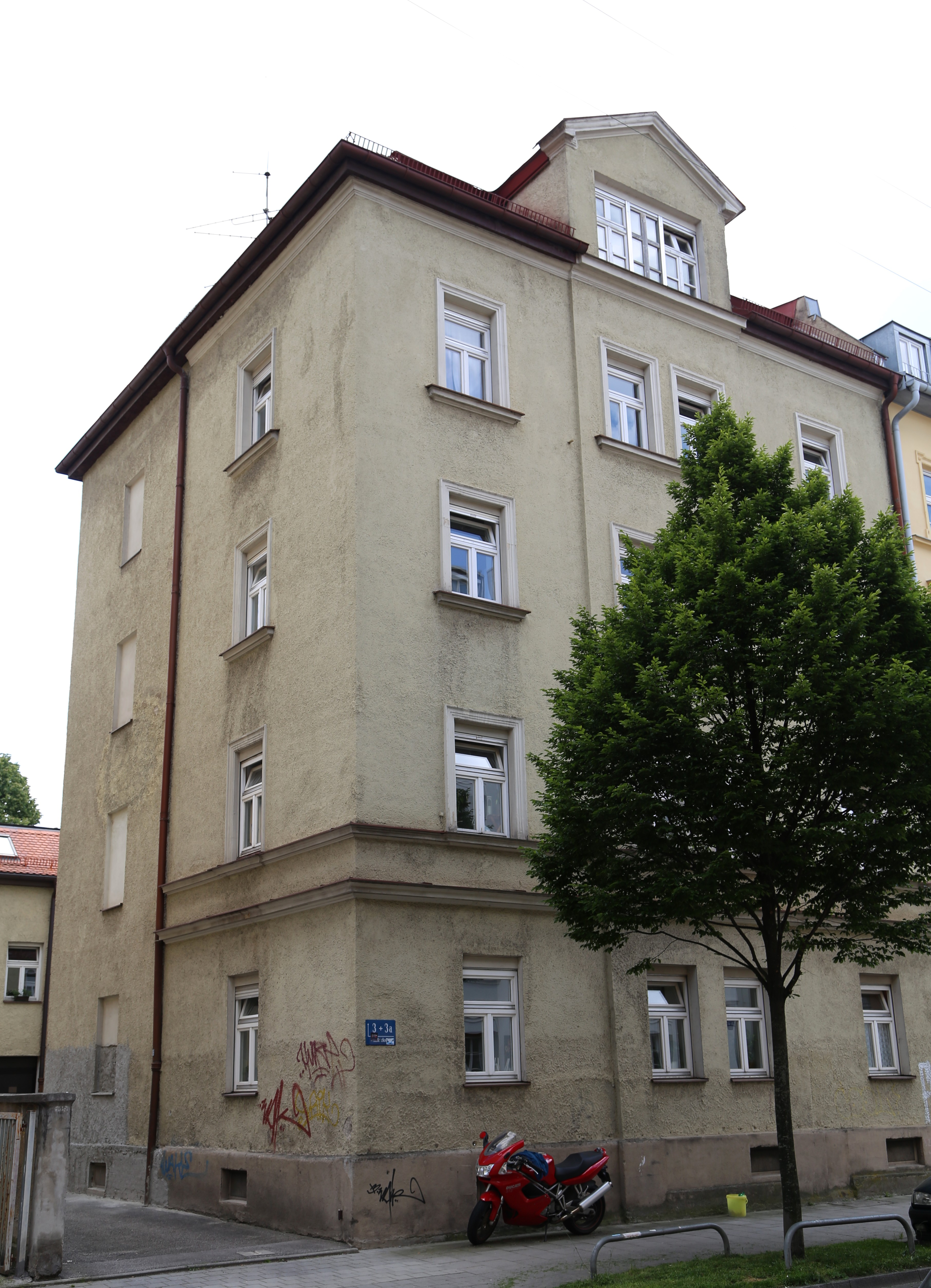
Tulbeckstraße 3, 1882
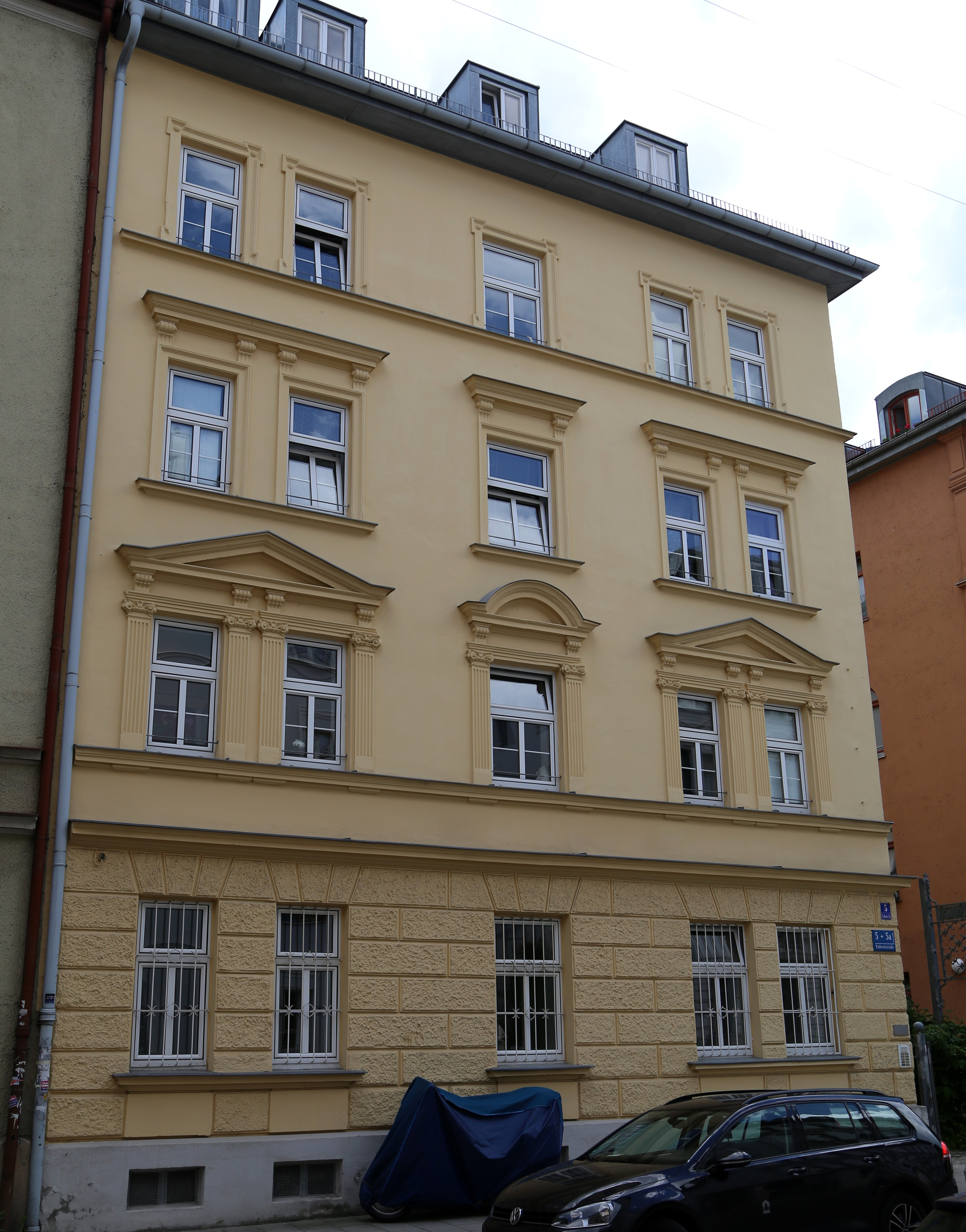
Tulbeckstraße 5, Neurenaissance (1887/88)
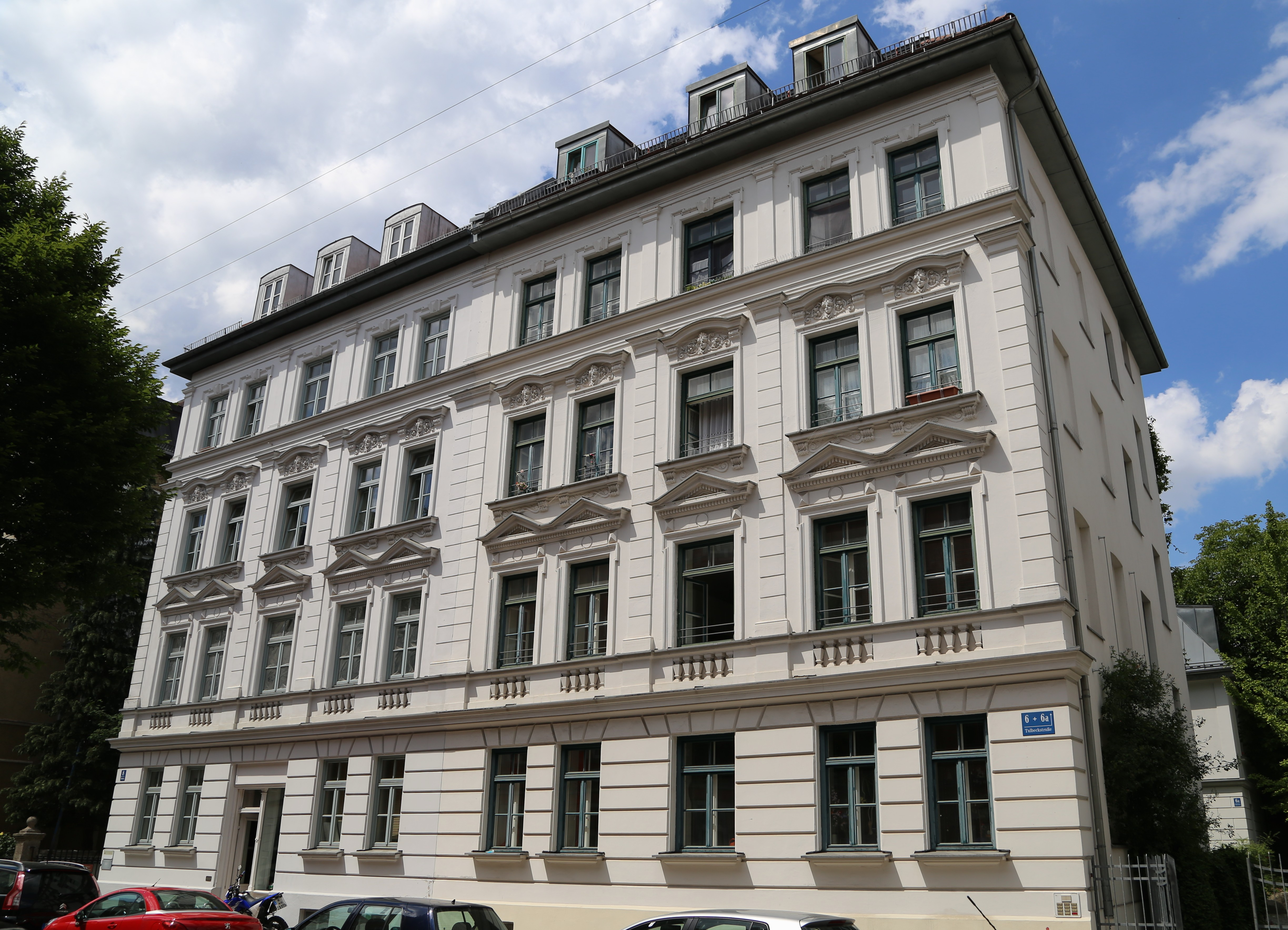
Tulbeckstraße 6, Neurenaissance (1886)
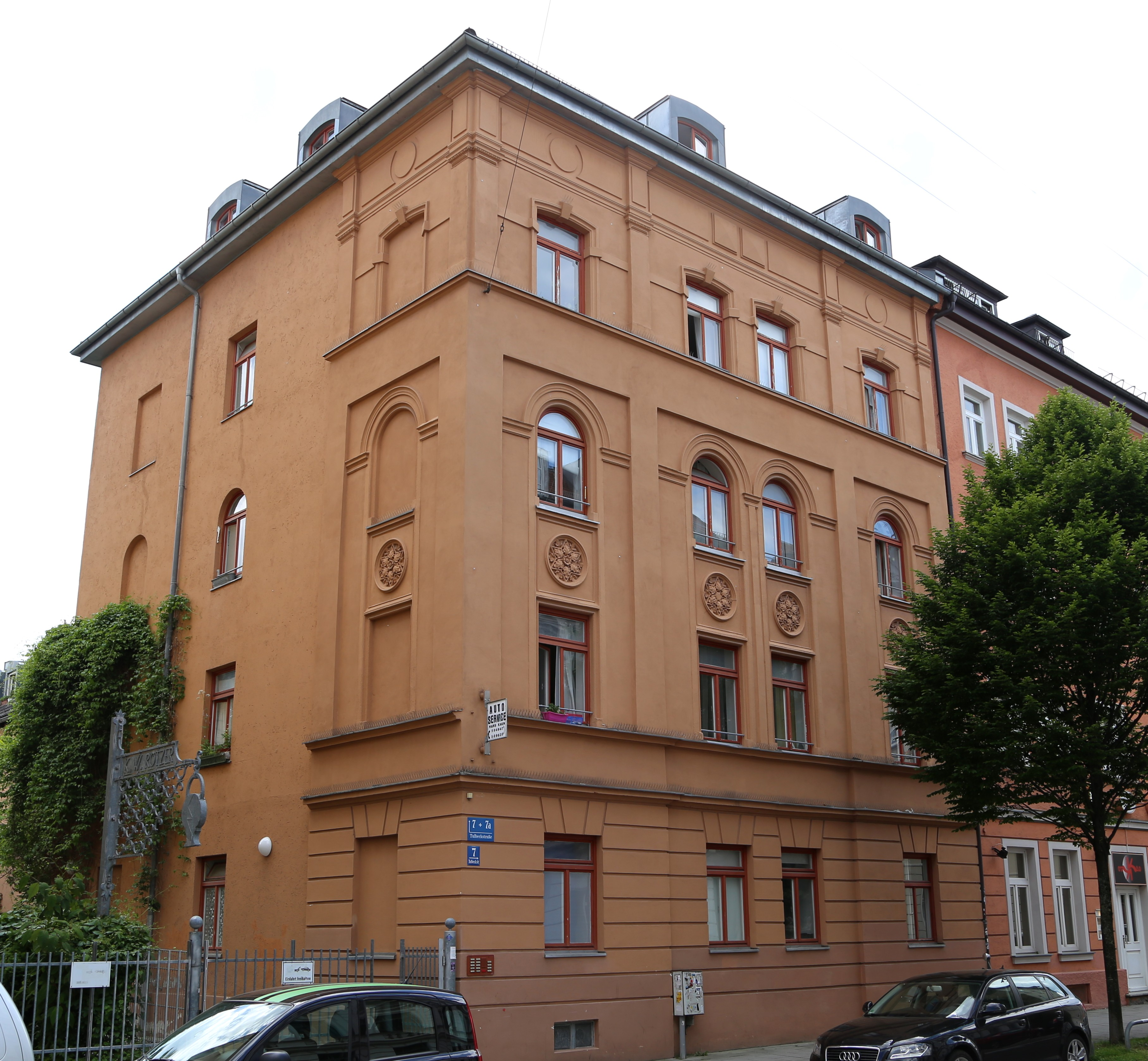
Tulbeckstraße 7, Neurenaissance (1884)
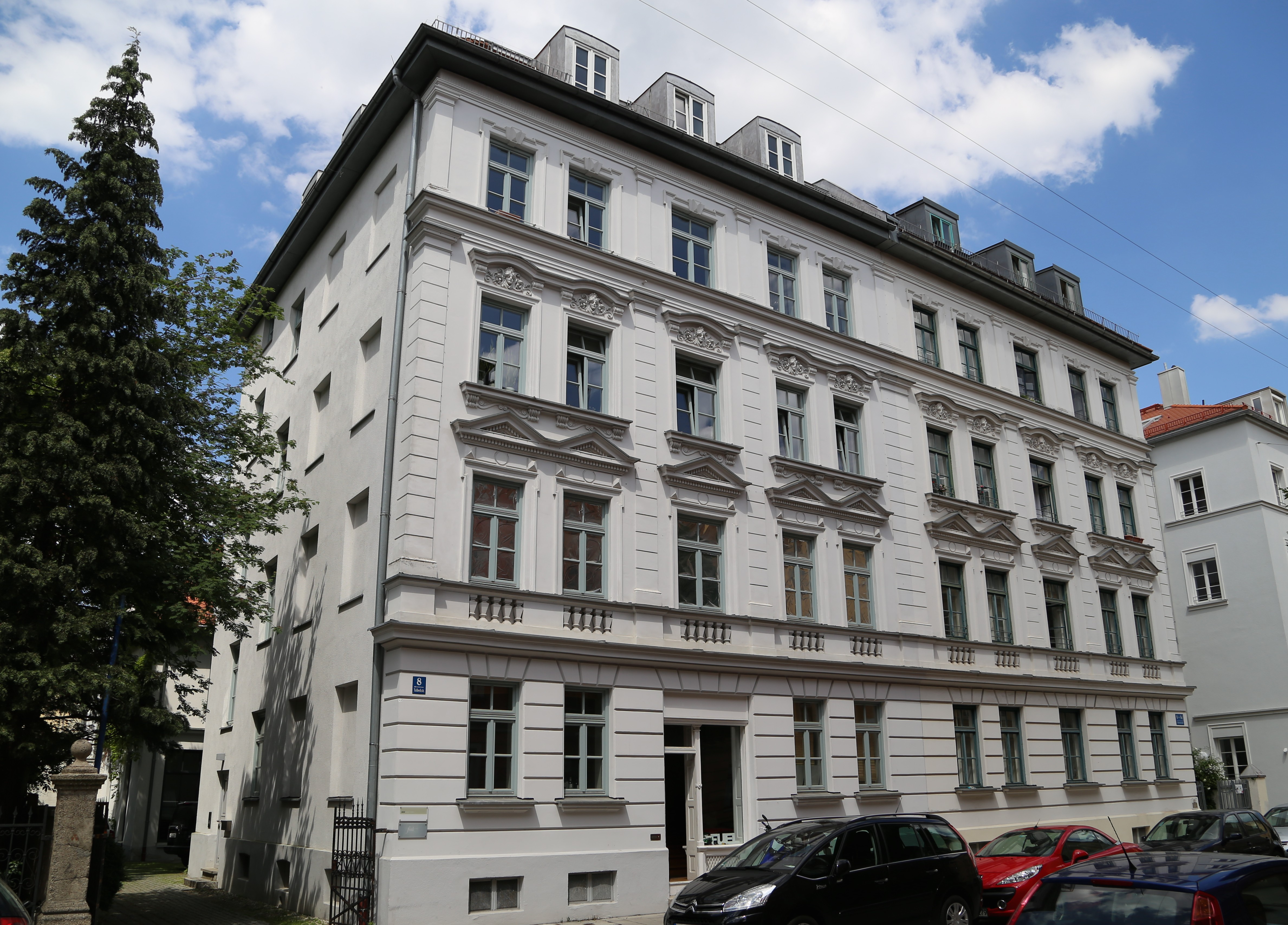
Tulbeckstraße 8, Neurenaissance (1886)
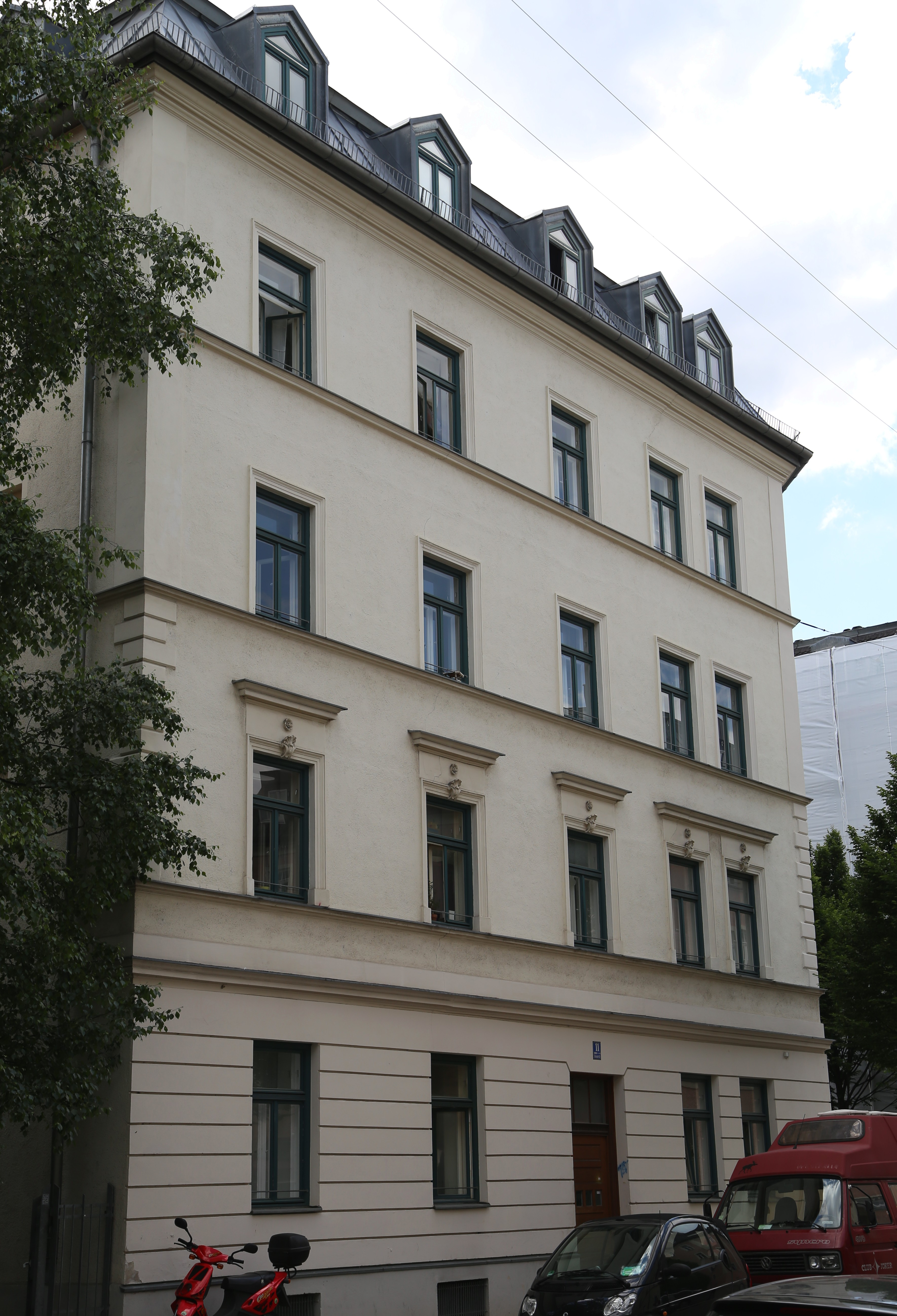
Tulbeckstraße 11, spätklassizistische Tradition (1886)
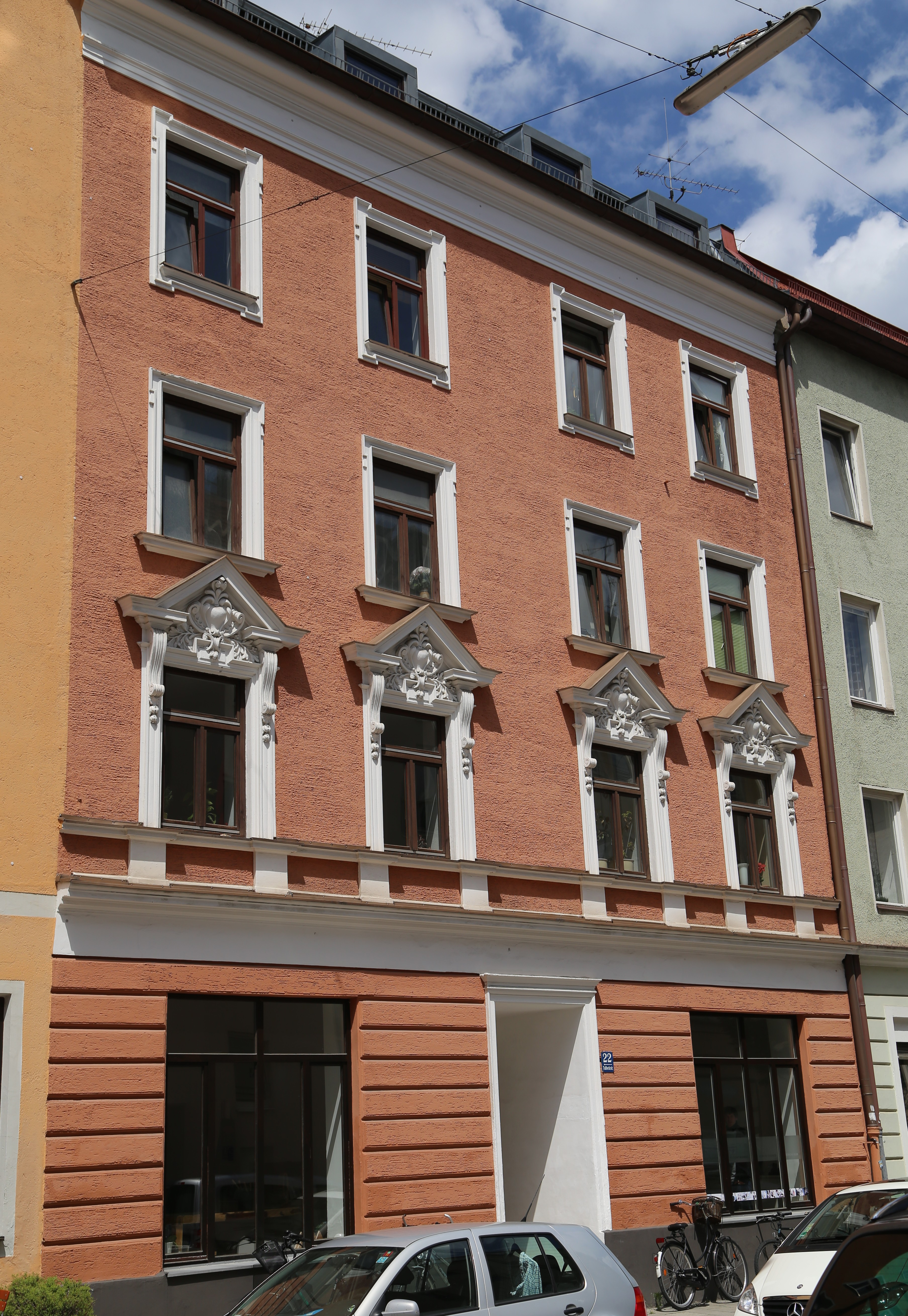
Tulbeckstraße 22, Neurenaissance (1889)
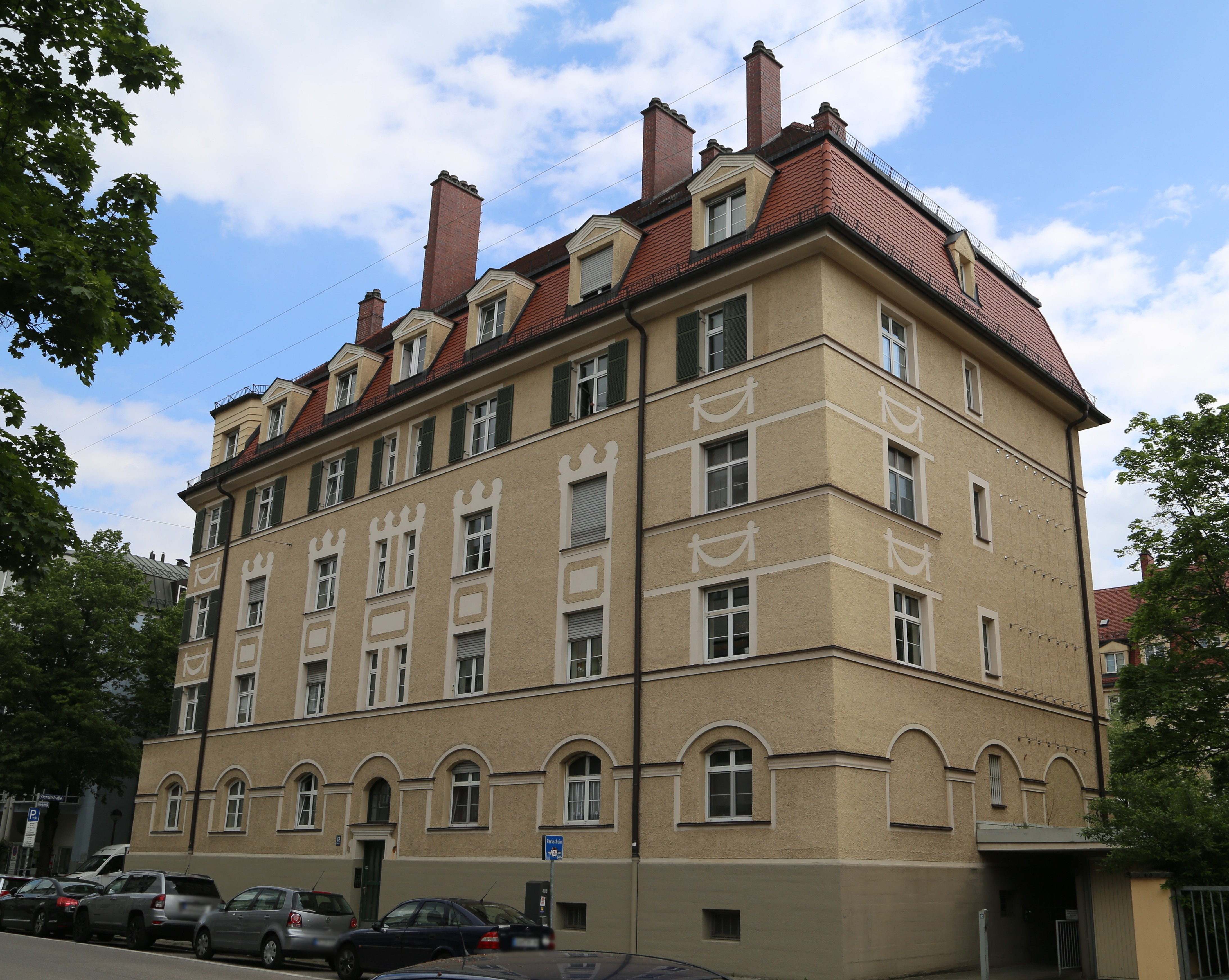
Tulbeckstraße 33, barockisierend (1920–22), Teilanlage zu Gollierstraße 54/56/56a und b
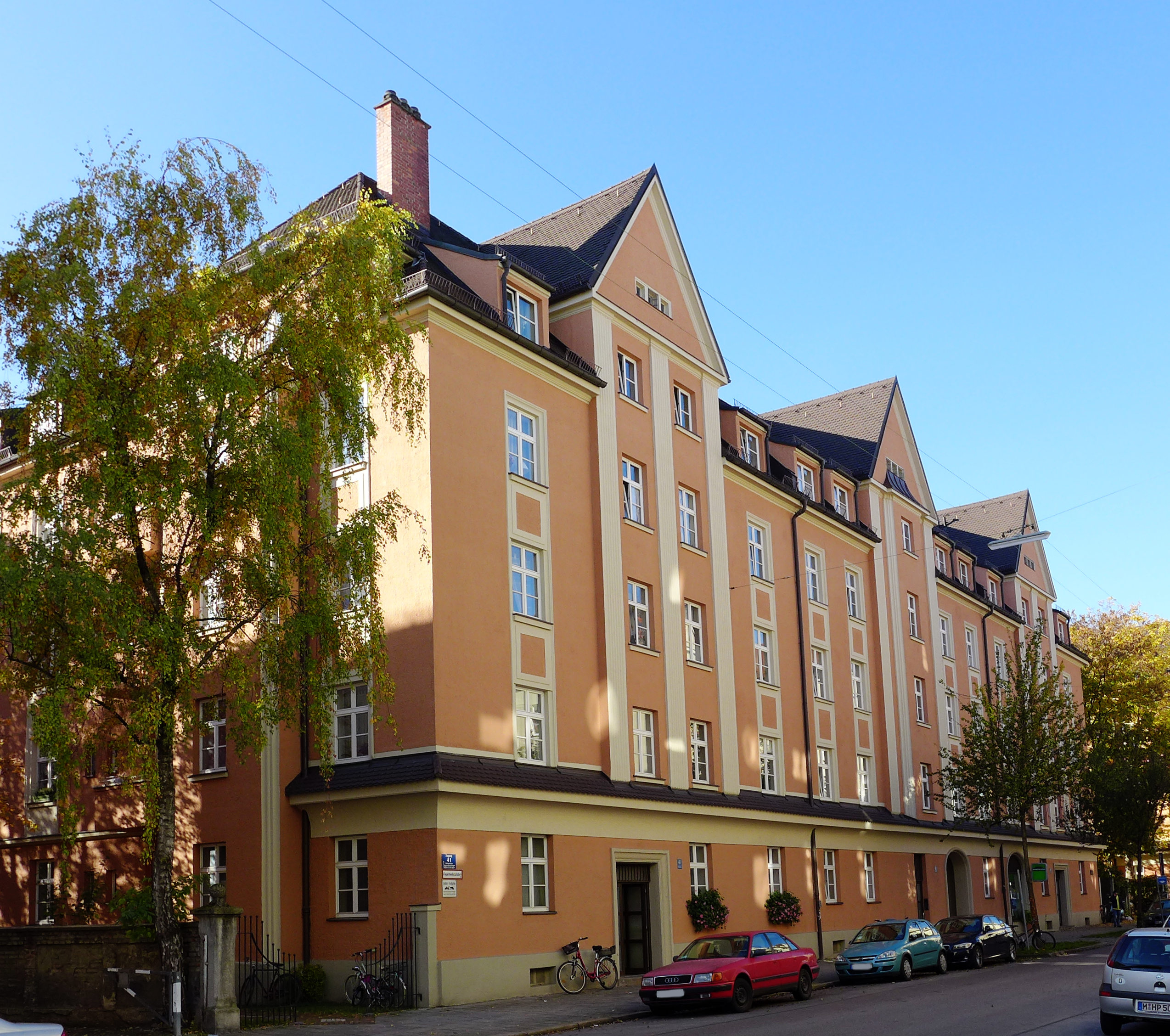
Tulbeckstraße 41, 43, 45, 47, 49, 51, später Jugendstil (1911)
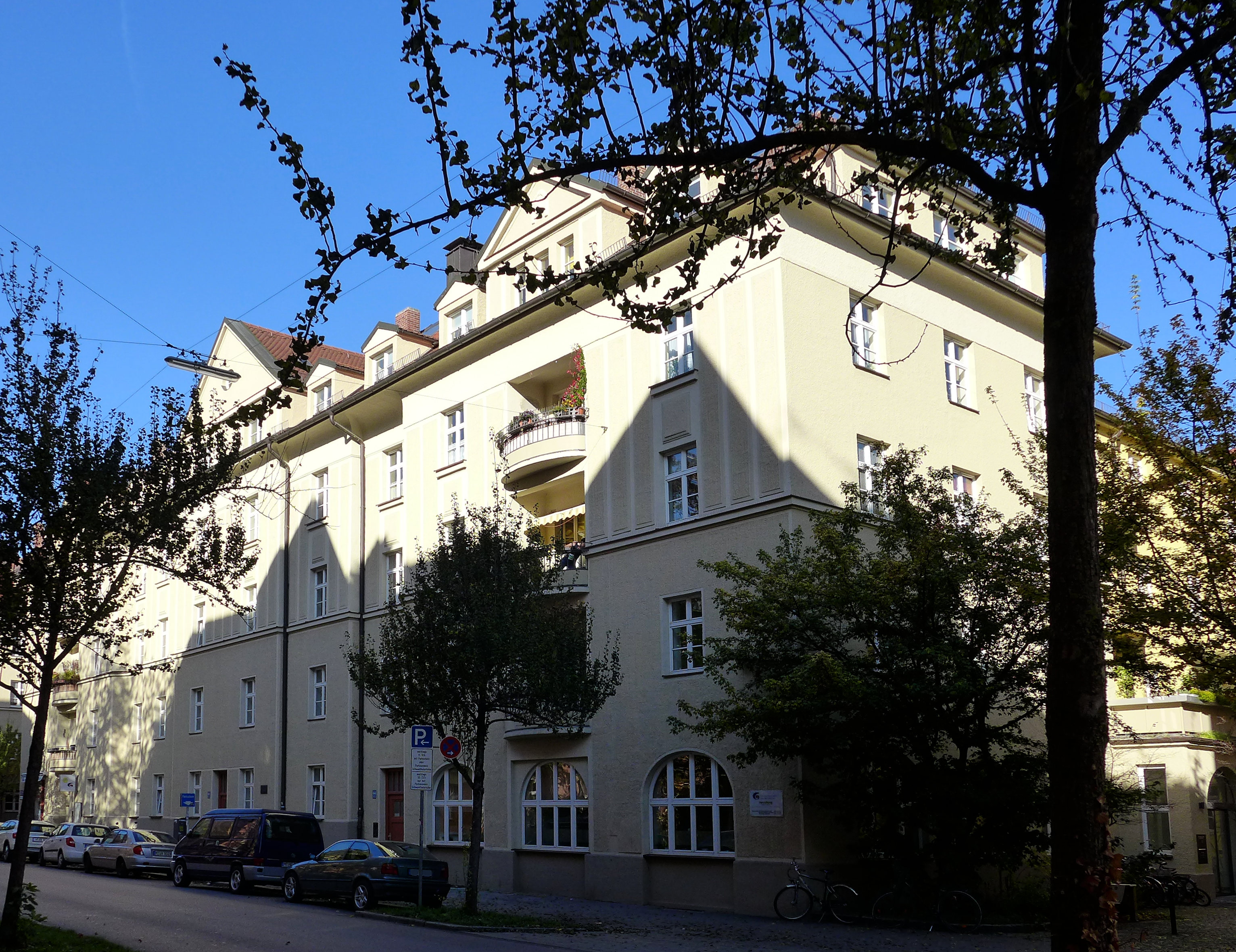
Tulbeckstraße 42, 44, 46, 48, 50, 52, historisierend (1910–11 und 1924)
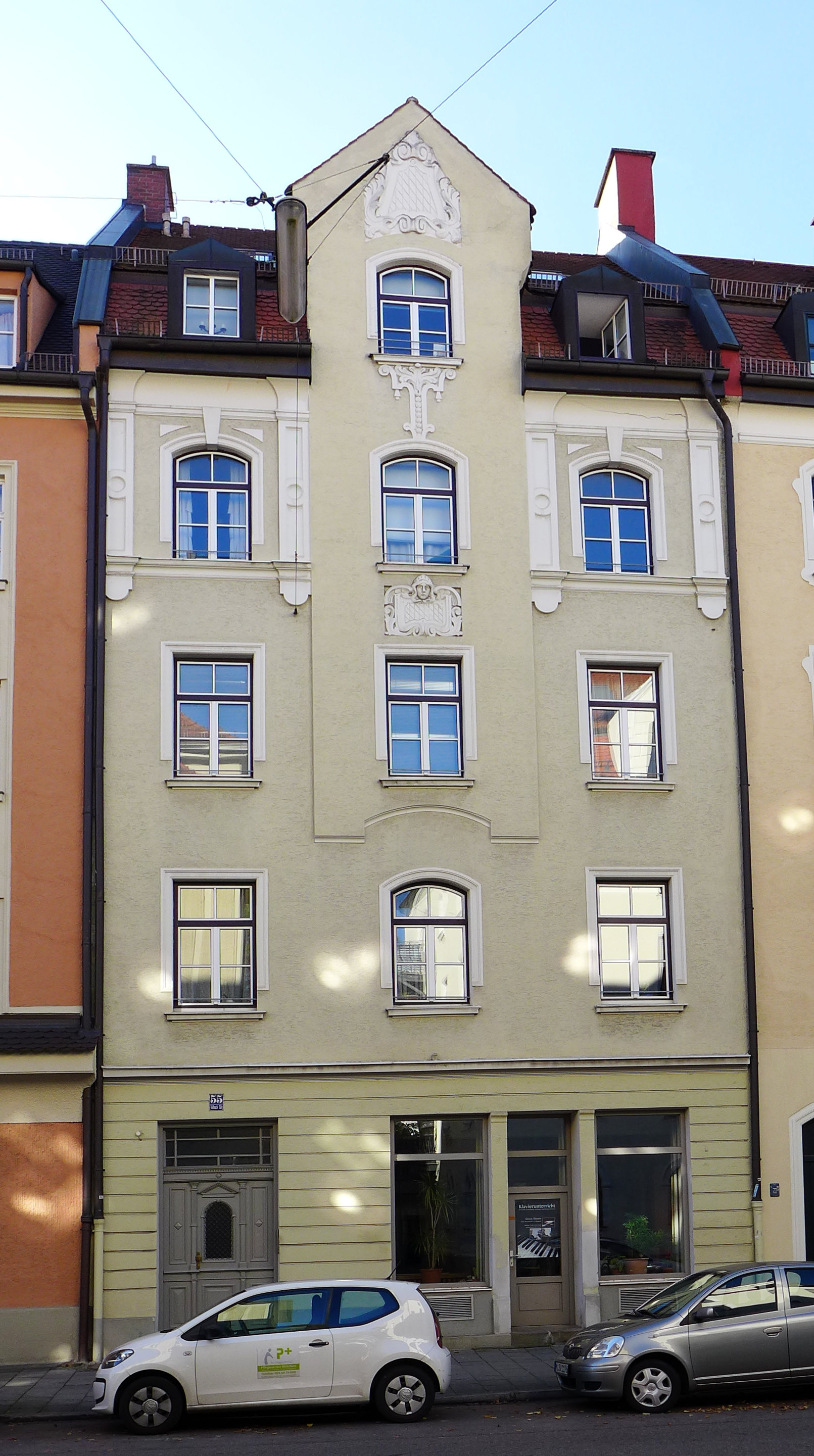
Tulbeckstraße 55, Deutsche Renaissance mit Jugendstildekor (1902)
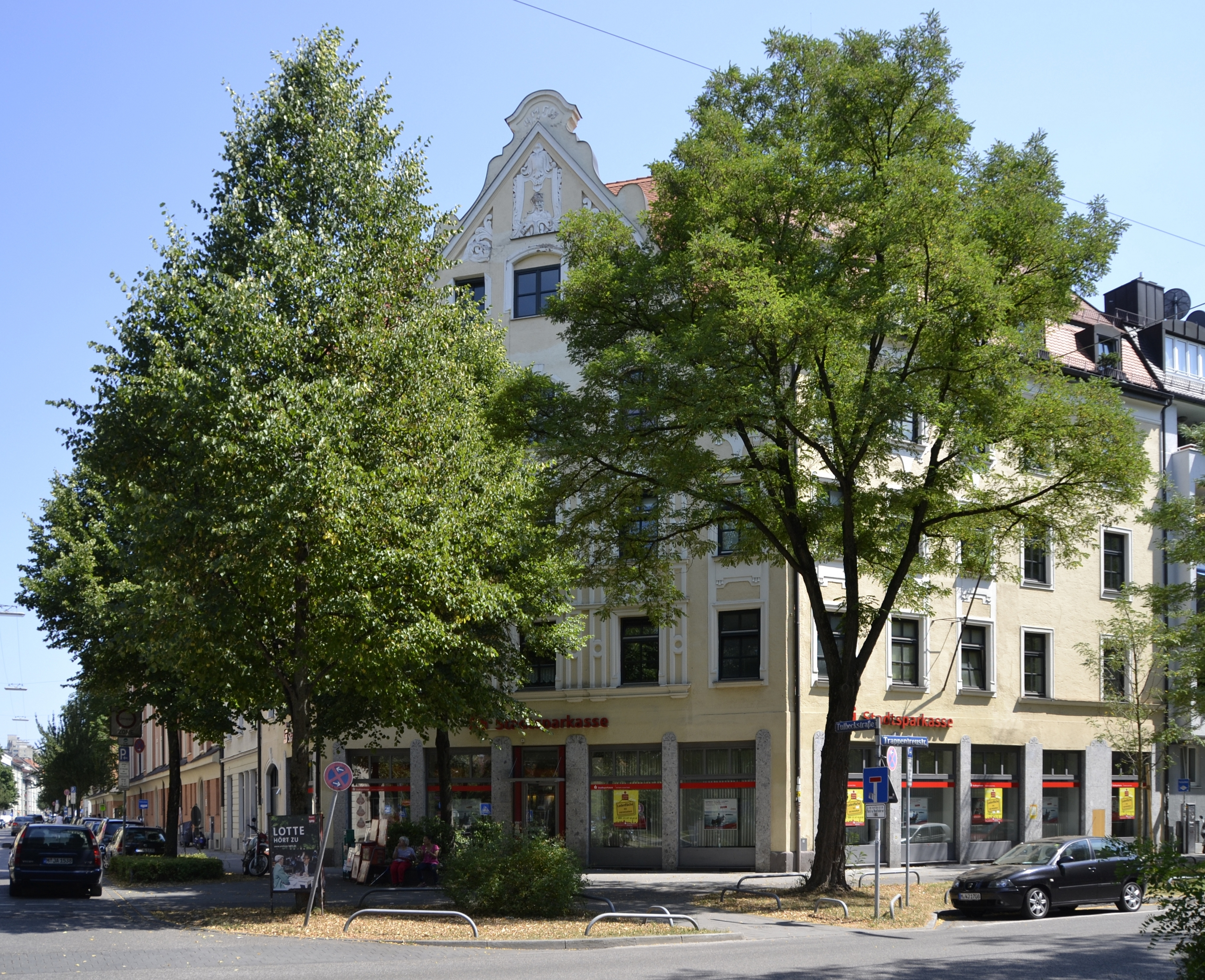
Tulbeckstraße 57, Deutsche Renaissance mit Jugendstildekor (1901)

Mietshäuser von Kastulus Binderberger (2a), Georg Schillinger (3), Johann Grimm (5), Franz Buchold (6, 8), Karl Albert (7), Heinrich Hermann (11), Georg Müller (22), Ludwig Naneder (33), Jakob Heilmann und Max Littmann (41, 42, 43, 44, 45, 46, 47, 48, 49, 50, 51) und Leonhard Moll (52)

## Weitere bemerkenswerte Häuser
- Tulbeckstraße 4: Der Sitz des Verlages „Das Freie Buch“ und der zugehörigen Druckerei, des „Verlages zur Förderung der wissenschaftlichen Weltanschauung – Stephan Eggerdinger Verlag“ sowie zahlreicher linker Gruppen (z. B. August-Kühn-Verein, Arbeiterbund für den Wiederaufbau der KPD, Verein zur Förderung der wissenschaftlichen Weltanschauung e. V.) ist auch als „Haus mit der roten Fahne“ bekannt und gilt seit Anfang der 1970er Jahre als Zentrum der Arbeiterkultur und der Münchner Arbeiterbewegung. Das Haus ist derzeit aufgrund einer Räumungsklage der Stadt in den Münchner Medien vertreten.[4]
- Tulbeckstraße 12: Diese Adresse wurde in den 1970er Jahren als Wohnheim für illegale Arbeitsmigranten und -migrantinnen „von Istanbul bis Pakistan ein Begriff“.[5]
- Tulbeckstraße 19: Das Gebäude beherbergt das „Kinderhaus Lummerland e. V.“.

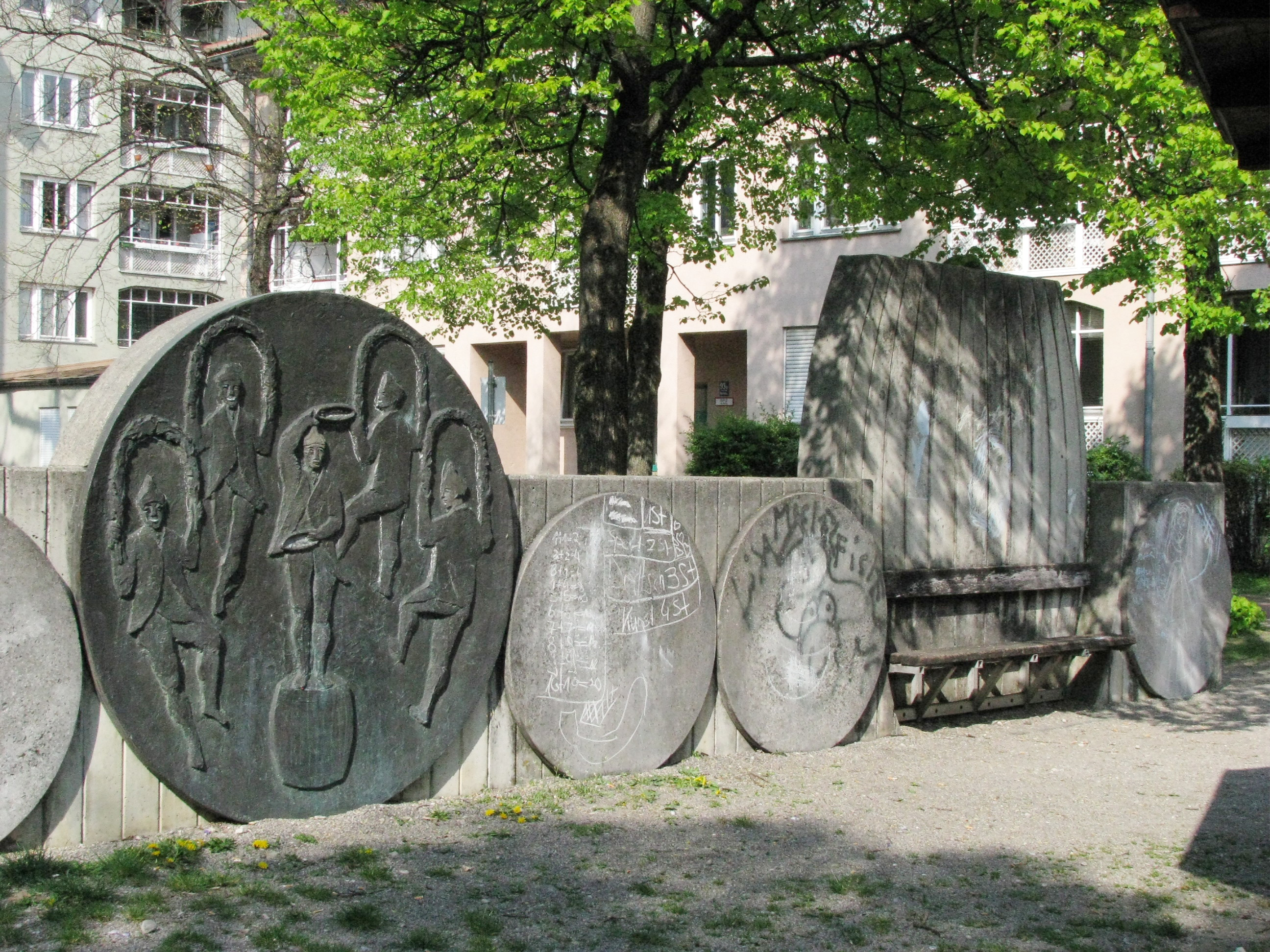
Denkmal zur Erinnerung an die Fassfabrik Drexler

- Tulbeckstraße 26/28: Im Innenhof von Tulbeckstraße 26 bis 28 befindet sich ein Denkmal zur Erinnerung an die Fassfabrik Drexler. Die „Mechanische Fassfabrik Joh. Drexler & Sohn“ (1862–1979) wurde im Zuge der Stadtteilsanierung abgerissen. An ihrer Stelle ließ die Landeshauptstadt München 1985/86 191 Wohnungen durch die Münchner Gesellschaft für Stadterneuerung und die Gewofag errichten.[6]
- Tulbeckstraße 27(/29): Der 1888 gegründete Katholische Arbeiterverein München-West errichtete an der Ganghofer-/Tulbeckstraße das sogenannte „Arbeiterheim“, später „Rupertusheim“ genannt. Das Gebäude in der Tulbeckstraße beherbergte ab 1896 einen großen Fest- und Theatersaal, der – unter anderem dem „Dramatischen Club Alpenröserl e. V.“, dem „Dramatischen Club München-West“ und der „Münchner Caritas Bühne“ – bis Anfang der 1980er Jahre als Spielstätte diente.[7] Ab 1952 zog die Carlton Filmgesellschaft unter Leitung von Günther Stapenhorst in das ehemalige Rupertusheim und baute das Wohnhaus mit Gastwirtschaft in einen Atelierbetrieb mit drei Aufnahmehallen und insgesamt 1400 m² Fläche um.[8] Dort wurden zahlreiche bekannte Spielfilme gedreht, zum Beispiel Im weißen Rößl (1952), Das fliegende Klassenzimmer (1954), Königswalzer (1955) oder Kleiner Mann – ganz groß (1957). Der Betrieb ging an die tv star Produktions- und Ateliergesellschaft mbH und die Lisa Film GmbH (zum Beispiel Unser Doktor ist der Beste, 1969) über. Außerdem beherbergte die Tulbeckstraße 27 bis zur Enteignung durch die Nationalsozialisten 1938 die renommierte Münchner Enzianbrennerei & Likörfabrik L. Eberhardt, die 1879 gegründet worden war.[9]
- Tulbeckstraße 31: In diesem Gebäude an der Ecke zur Geroltstraße befindet sich seit 1983 das Alten- und Service-Zentrum. Das Zentrum ist dabei auch Sitz der „Diakoniestation Westend des Evangelischen Vereins München Westend e.V.“ sowie das Probelokal der Bürger-Sänger-Zunft München e. V.
- Tulbeckstraße 42 bis 50: Die Wohnanlage entstand 1910/1911 im Auftrag der „Baugenossenschaft München-West“. Die Tulbeckstraße 44 diente dabei auch als Gaststätte „Genossenschaftsheim“, wo sich lange Jahre auch die lokale Gruppe des „Arbeiter-Radfahrerbundes Solidarität“ traf. In den 1980er Jahren wurde aus dem „Genossenschaftsheim“ die linksalternative Kneipe „Beim Knittel“. Seit 1991 befindet sich in den Räumlichkeiten der Verwaltungssitz der „Wohnungsgenossenschaft München-West eG“.[10] Der „Verein Generationengerechtes Wohnen mit der Wohnungsbaugenossenschaft München-West e. V.“ hat ihren Sitz im Erdgeschoss der Tulbeckstraße 48.
- Tulbeckstraße 57: In diesem Gebäude befindet  sich eine Filiale der Stadtsparkasse München.